# Április 26.
Április 26. az év 116. (szökőévben 117.) napja a Gergely-naptár szerint. Az évből még 249 nap van hátra.
Névnapok: Ervin + Ervina, Ervínia, Klétus, Mara, Marcell, Mária, Marsal, Peregrina, Tihamér

## Események

### Politikai események
- 1288 – I. Lúcia átveszi az uralmat a Tripoliszi Grófságban (uralkodik 1289-ig).
- 1289 – A muszlimok elfoglalják Tripoliszt, ezzel a Tripoliszi Grófság is megszűnik. I. Lúcia tripoliszi grófnő Ciprusra menekül.
- 1407 – Tari Lőrinc kérésére Zsigmond király városi kiváltságlevelet adományozott Pásztónak, melyben a város lakóit, a budai polgárokkal egyenlő jogokkal ruházta fel
- 1478 – A Pazzi-összeesküvők sikertelen hatalomátvételi kísérlete Firenzében. A Santa Maria del Fiore székesegyházban a nagymise alatt megtámadják a Medici testvéreket. Giuliano de’ Medicit meggyilkolják, Lorenzo de’ Medici herceg (il Magnifico) sebesülten elmenekül, és a városi őrség élén leveri a lázadást. Az összeesküvés résztvevőit kivégzik.
- 1849 – Lezajlik az első komáromi csata.
- 1937 – A német Condor légió lebombázza a spanyolországi Guernica városát.
- 1964 – Egyesül Tanganyika és Zanzibár, e két országnévből alkotott új név alatt létrejön Tanzánia.
- 1986 – Robbanás és tűz a csernobili atomerőmű egyik reaktorában (Ukrajna), az eddigi legsúlyosabb következményű nukleáris baleset békeidőben.
- 2007 – Egy 19 éves fiatalember meghalt, negyvenhárman pedig megsebesültek a tallinni zavargásokban, amelyek az észt főváros második világháborús szovjet hősi emlékművének áttelepítése kapcsán robbantak ki.

### Tudományos és gazdasági események
- 1962 – A Holdba csapódik a Ranger–4 űrszonda, ami ezután további jeleket már nem közöl.
- 1996 – Csatlakozik a Mir űrállomáshoz az utolsó modul, a Priroda.

### Sportesemények
- 1903 – Megalapítják az Atlético de Madrid labdarúgó csapatát.

Formula–1
- 1998 –  San Marinó-i nagydíj, Imola – Győztes: David Coulthard  (McLaren Mercedes)
- 2009 –  bahreini nagydíj, Sakhir – Győztes: Jenson Button  (Brawn GP Mercedes)

### Egyéb események
- 2002 – Erfurt, Gutenbergről elnevezett gimnáziumában 14 tanárt és 2 tanulót lő agyon R.S., az iskola volt diákja.

## Születések
- 0121 – Marcus Aurelius római császár, filozófus († 180)
- 1319 – II. (Jó) János francia király († 1364)
- 1575 – Medici Mária francia királyné († 1642)
- 1648 – II. Péter portugál király († 1706)
- 1711 – David Hume angol filozófus († 1776)
- 1782 – Mária Amália Terézia nápoly–szicíliai királyi hercegnő Mária Terézia császárné és királynő unokája, Lajos Fülöp francia király feleségeként Franciaország királynéja († 1866)
- 1787 – Ludwig Uhland német költő, irodalmár, jogász és politikus († 1862)
- 1798 – Eugène Delacroix francia festőművész († 1863)
- 1812 – Alfred Krupp német gyáros, az "ágyúkirály" († 1887)
- 1861 – Rudolf Stöger-Steiner von Steinstätten osztrák–magyar vezérezredes, a Monarchia utolsó hadügyminisztere († 1921)
- 1865 – Akseli Gallen-Kallela finn festőművész, építész, iparművész († 1931)
- 1874 – Edward Vermilye Huntington angol matematikus († 1952)
- 1877 – Terkán Lajos magyar csillagász († 1940)
- 1889 – Ludwig Wittgenstein osztrák születésű angol filozófus, az analitikus filozófia képviselője († 1951)
- 1894 – Rudolf Heß (Hess) náci politikus, birodalmi vezető, háborús főbűnös († 1987)
- 1898
  - Vicente Aleixandre Irodalmi Nobel-díjas spanyol költő az úgynevezett 27-es generációból († 1984)
  - Szakáts Pál főszolgabíró, minisztériumi tisztviselő, országgyűlési képviselő († ?)
- 1900 – Charles Richter amerikai szeizmológius (földrengés-kutató), a Richter-skála megalkotója († 1985)
- 1902 – Károlyi Viktor magyar földbirtokos, országgyűlési képviselő († 1973)
- 1905 – Keleti Márton háromszoros Kossuth-díjas magyar filmrendező († 1973)
- 1905 – Denis O’Dea ír színész († 1978)
- 1917 – I. M. Pei amerikai építész († 2019)
- 1918 – Perczel Zita magyar színésznő, filmszínésznő († 1996)
- 1921 – François Picard francia autóversenyző († 1996)
- 1923 – Csanaki József magyar színész, bábszínész
- 1924 – Biksza Miklós magyar kommunista pártfunkcionárius († 1956)
- 1927 – Lakatos István Baumgarten-, Kossuth- és József Attila-díjas költő, műfordító († 2002)
- 1929 – Lámfalussy Sándor közgazdász, az Euró atyja († 2015)
- 1930 – Labancz Borbála Jászai Mari-díjas magyar színésznő, a Pécsi Nemzeti Színház örörkös tagja († 1990)
- 1932 – Michael Smith Nobel-díjas kanadai kémikus († 2000)
- 1933 – Arno Allan Penzias fizikai Nobel-díjas amerikai fizikus († 2024)
- 1937 – Gus Hutchison (Augustus Hutchison) amerikai autóversenyző
- 1937 – Jean-Pierre Beltoise (Jean-Pierre Maurice Georges Beltoise) francia autóversenyző († 2015)
- 1940 – Giorgio Moroder olasz zeneszerző, lemezlovas, énekes, zenei producer
- 1943 – Bálint András Kossuth-díjas magyar színész, színigazgató
- 1943 – Tom Jones (Thomas Jones) amerikai autóversenyző († 2015)
- 1944 – José Dolhem (Louis José Lucien Dolhem) francia autóversenyző († 1988)
- 1945 – Szörényi Levente Kossuth-díjas magyar zeneszerző, énekes, gitáros, szövegíró
- 1947 – Kishonti Ildikó magyar színésznő († 2009)
- 1948 – Szyksznian Wanda magyar grafikus, plakátművész
- 1950 – Nagy Mari magyar színésznő
- 1951 – Kukorelly Endre József Attila-díjas magyar író, költő, újságíró, kritikus.
- 1958 – Ingolf Lück német színész, humorista, televíziós műsorvezető
- 1958 – Johnny Dumfries (John Colum Crichton-Stuart Earl of Bute Dumfries) skót autóversenyző († 2021)
- 1958 – Giancarlo Esposito amerikai színész
- 1960 – Roger Taylor, angol zenész, a Duran Duran dobosa
- 1966 – Heiszmann Ildikó magyar bábművész, színésznő
- 1972 – Jermaine Spivey amerikai kosárlabdázó
- 1975 – Joey Jordison amerikai zenész, dalszerző, zenei producer. A Slipknot nevű metal együttes dobosa († 2021)
- 1976 – Nagy Zsolt magyar színész
- 1977 – Tom Welling amerikai modell, színész
- 1977 – Zsigmond Tamara magyar színésznő, szinkronszínész
- 1979 – Mezei Kitty magyar szinkronszínész, színész
- 1980 – Channing Tatum amerikai színész, rendező
- 1982 – Novlene Williams-Mills jamaicai atléta
- 1983 – José María López argentin autóversenyző
- 1996 – Sara Briški Cirman (Raiven), szlovén énekesnő, dalszerző, hárfás
- 1999 – Penke Soma magyar szinkronszínész

## Halálozások
- 0757 – II. (III.) István pápa
- 1478 – Giuliano de’ Medici Firenze ura (* 1453)
- 1556 – Valentin Trotzendorf német pedagógus (* 1490)
- 1824 – Csekonics József tábornok, a Szent István-rend vitéze (* 1757)
- 1827 – Bihari János cigány származású magyar zeneszerző és hegedűművész (* 1764)
- 1902 – Lazarus Immanuel Fuchs német matematikus, aki a függvényelmélet, differenciálgeometria és variációszámítás területén tevékenykedett (* 1833)
- 1908 – Karl August Möbius német zoológus, ökológus (* 1825)
- 1910 – Bjørnstjerne Bjørnson norvég író, költő, újságíró (* 1832)
- 1920 – Srínivásza Rámánudzsan indiai matematikus (számelmélet) (* 1887)
- 1942 – Kozma Endre magyar motor- és autóversenyző (* 1909)
- 1951 – Arnold Johannes Wilhelm Sommerfeld német matematikus, fizikus (* 1868)
- 1976 – Andrej Antonovics Grecsko szovjet marsall, a Szovjetunió kétszeres Hőse (* 1903)
- 1976 – Sidney James (er. Joel Solomon Cohen) angol színész („Folytassa” sorozat) (* 1913)
- 1988 – Valerij Legaszov szovjet atomfizikus (* 1936)
- 1991 – Ezio Marano olasz színész (* 1927)
- 1994 – Márkus József magyar agrármérnök, egyetemi tanár (* 1911)
- 1995 – Wili Krakau német autóversenyző (* 1911)
- 2006 – Júvál Neemán izraeli fizikus és politikus (* 1925)
- 2015 – Kóti Árpád Kossuth-díjas magyar színművész, a nemzet színésze (* 1934)
- 2016 – Szipál Márton (külföldön: Martin Szipál, művésznevén: Martin S. Martin) magyar–amerikai fotóművész (* 1924)
- 2023 – Szabó József || matematikus, informatikus, egyetemi docens (* 1938)

## Nemzeti ünnepek, évfordulók, események
- A szellemi tulajdon világnapja (World Intellectual Property Day) 2001-től, a WIPO 2000. évi közgyűlésének határozata alapján
- Tanzánia: Egyesül Tanganyika és Zanzibár, e két országnévből alkotott új név alatt létrejön Tanzánia. 1964 (Union Day)
- A leszbikus láthatóság világnapja [1]